# U-120 (1940)
U-120 – niemiecki okręt podwodny (U-Boot) typu II B z okresu II wojny światowej. Okręt wszedł do służby w 1940.

## Historia
Zamówienie na budowę okrętu podwodnego przeznaczonego początkowo dla Chin, później przejętego przez Kriegsmarine, zostało złożone w stoczni Flender-Werke w Lubece 28 września 1938. Rozpoczęcie budowy okrętu miało miejsce 31 marca 1938. Wodowanie nastąpiło 16 marca 1940, wejście do służby 20 kwietnia 1940. Pierwszym dowódcą został Oblt. Ernst Bauer.
Okręt nigdy nie uczestniczył w działaniach bojowych. Służył w Flotylli Szkolnej, później zaś w 21. i 31. Flotylli jako okręt szkolny i treningowy.
Okręt został zatopiony przez własną załogę 2 maja 1945 w Bremerhaven (operacja Regenbogen). Podniesiony w 1950 i złomowany.